# Compuerta hidráulica

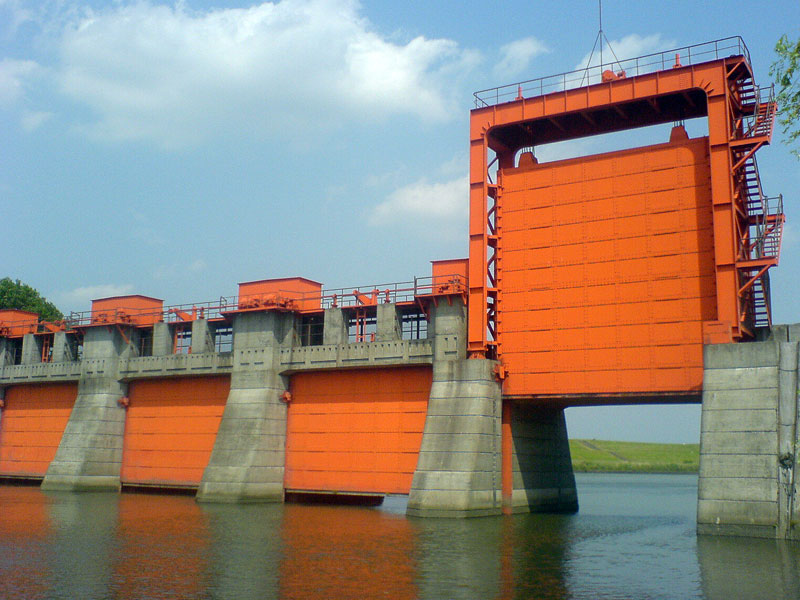
Compuerta.

Una compuerta hidráulica es un dispositivo hidráulico-mecánico destinado a regular el pasaje de agua u otro fluido en una tubería, en un canal, presas, esclusas, obras de derivación u otra estructura hidráulica.

## Principales tipos de compuertas
Para canales, presas, esclusas y obras hidráulicas de envergadura los principales tipos de compuertas son:
- Compuerta tipo anillo
- Compuerta tipo basculante, también denominada clapeta o chapaleta
- Compuerta tipo cilindro
- Compuerta tipo esclusa
- Compuerta tipo lagarto
- Compuerta tipo rodante
- Compuerta tipo sector
- Compuerta tipo segmento
- Compuerta tipo Stoney; o tipo vagón, (tipo de compuerta plana).
- Compuerta tipo tambor
- Compuerta tipo tejado
- Compuerta tipo visera, tipo de compuerta hidráulica utilizada en canales navegables. Es accionada por un pistón hidráulico o neumático.
- Compuerta tipo Stop Log.
- Compuertas automáticas para control de nivel
  - Compuertas para el control de nivel aguas arriba: Compuerta AMIS
  - Compuertas para el control de nivel aguas abajo: Compuerta AVIS

Para tuberías los principales tipos de compuertas, también llamadas válvulas, son:
- Válvula esférica
- Válvula de mariposa
- Válvula Aguja